# Пивденный район
Пивденный район (укр. Південний район; в букв. переводе — «Южный») — административный район города Каменское на востоке правого берега реки Днепр.

## Население
Население по переписи 2001 года составляло 74 712 человек.

### Языковой состав
Родной язык населения по данным переписи 2001 года:
| Язык       | Численность, чел. | Доля     |
| ---------- | ----------------- | -------- |
| Украинский | 50 116            | 67,08 %  |
| Русский    | 23 983            | 32,10 %  |
| Другое     | 613               | 0,82 %   |
| Итого      | 74 712            | 100,00 % |

## История
В октябре 1945 года города Указом Президиума Верховного Совета УССР город Днепродзержинск был разделён на 3 района — Сталинский, Днепровский и Баглейский. Баглейским район был назван в честь рабочего-железнодорожника, одного из первых советских руководителей железной дороги Гавриилы Баглея.
Азотно-туковый завод, строительство которого началось в 1934 году, стал первым химическим предприятием Баглейского района. Завод был построен в рекордно короткие сроки, после чего в Баглейском районе начали селиться работники данного предприятия.
Благодаря удобрениям которые выпускал, в том числе и азотно-туковый завод, к 1940 году, без увеличения посевных площадей, в сельском хозяйстве СССР получили небывалый урожай. В этой связи, потребовалось увеличение производства удобрений. А наряду со строительством очередных заводских цехов, возводилось и жильё для новых заводских рабочих и для самих строителей. Согласно плану 1935 года, началось строительство домов и заселение посёлка в Соцгородке.
Во время Великой Отечественной войны немцы взорвали завод. Его восстановление началось в 1944 году, сразу после освобождения города. Были большие проблемы с бытом и, в частности, с жильём. В то время в общежитиях проживало около 2600 человек, приехавших восстанавливать завод. Матрацы и подушки набивались соломой, шинели служили одеялами. Котельная не работала, но благодаря настойчивости неравнодушных людей, всё постепенно налаживалось.
В период с 1963 по 1972 год в Баглейском районе были построены Дворец культуры «Химик», каток с искусственным покрытием, подземный переход, новые корпуса 2-й горбольницы.
В 2016 году, в рамках декоммунизации на Украине, решением городского совета, Баглейский район был переименован в Пивденный.

## География
В состав района входят Соцгородок и посёлок городского типа Карнауховка.

## Промышленность
- ПАО «ДнепрАзот»
- Приднепровский химзавод
- ЧАО «ЕВРАЗ Южкокс»

## Транспорт
- На территории района расположена погрузочно-пассажирская железнодорожная станция Запорожье-Каменское (до 1924 года — Запорожье, до 2017 года — Баглей).
- По улицам Сичеславский шлях и Дорожной через территорию района проходит национальная автомобильная дорога H-08.